# Kichitarō Negishi
Pour les articles homonymes, voir Negishi.
Kichitarō Negishi (根岸吉太郎, Negishi Kichitarō), né à Tokyo (Japon) le 24 août 1950, est un réalisateur japonais.

## Biographie
Kichitarō Negishi a fait ses études à l'université Waseda.

## Filmographie

### Réalisateur
- 1978 : Orion no satsui yori: Jōji no hōteishiki (オリオンの殺意より 情事の方程式?)
- 1979 : Joseito (女生徒?) (aussi scénariste)
- 1979 : L'Été de la dernière étreinte (en) (濡れた週末, Nureta shumatsū?)
- 1980 : Bōkō gishiki (暴行儀式?)
- 1980 : Asa wa dame yo! (朝はダメよ！?)
- 1981 : Jokyōshi: Yogoreta hōkago (女教師 汚れた放課後?)
- 1981 : Kurutta kajitsu (狂った果実?)
- 1981 : Orage lointain (遠雷, Enrai?)[1]
- 1982 : Kyabarē nikki (キャバレー日記?)
- 1983 : Oretchi no uedingu (俺っちのウエディング?)
- 1983 : Tantei monogatari (en) (探偵物語?)
- 1985 : Hitohira no yuki (ひとひらの雪?)
- 1986 : Conjugalité (en) (ウホッホ探検隊, Uhohho tankentai?)[2]
- 1987 : Eien no 1/2 (en) (永遠の１／２?)
- 1992 : Kachō Shima Kōsaku (課長 島耕作?)
- 1993 : Chibusa (乳房?)
- 1998 : Kizuna (絆?)
- 2004 : Tōkō no ki (透光の樹?)
- 2005 : Yuki ni negau koto (ja) (雪に願うこと?)
- 2007 : Saidokā ni inu (サイドカーに犬?)
- 2009 : La Femme de Villon (ヴィヨンの妻 〜桜桃とタンポポ〜, Viyon no tsuma - ōtō to tanpopo?)

### Acteur
- 1997 : 20-seiki nosutarujia (２０世紀ノスタルジア?) de Masato Hara

## Distinctions

### Décoration
- 2010 : Médaille au ruban pourpre

### Récompenses
- Hōchi Film Awards 1981 : prix du meilleur film pour Orage lointain
- Blue Ribbon Awards 1982 : prix du meilleur réalisateur pour Orage lointain
- Festival du film de Yokohama 1982 : prix du meilleur réalisateur pour Orage lointain et Kurutta kajitsu
- Blue Ribbon Awards 1987 : prix du meilleur film pour Conjugalité
- Festival international du film de Tokyo 2005 : Grand Prix, prix du  meilleur réalisateur et prix du public pour Yuki ni negau koto
- Hōchi Film Awards 2006 : prix du meilleur réalisateur pour Yuki ni negau koto
- Nikkan Sports Film Award 2006 : prix du meilleur réalisateur pour Yuki ni negau koto
- Kinema Junpo Awards 2007 : prix du meilleur réalisateur pour Yuki ni negau koto
- Prix du film Mainichi 2007 : prix du meilleur réalisateur pour Yuki ni negau koto
- Festival des films du monde de Montréal 2009 : prix du meilleur réalisateur pour La Femme de Villon

### Nominations
- Awards of the Japanese Academy 1982 : nomination au prix du meilleur réalisateur pour Orage lointain et Kurutta kajitsu
- Festival des films du monde de Montréal 2009 : nomination au Grand Prix des Amériques pour La Femme de Villon
- Awards of the Japanese Academy 2010 : nomination au prix du meilleur réalisateur pour La Femme de Villon